# Valdevimbre
Valdevimbre – gmina w Hiszpanii, w prowincji León, w Kastylii i León, o powierzchni 68,01 km². W 2011 roku gmina liczyła 1038 mieszkańców.